# Acridocryptus pusillus
Acridocryptus pusillus är en insektsart som beskrevs av Marius Descamps 1976. Acridocryptus pusillus ingår i släktet Acridocryptus och familjen gräshoppor. Inga underarter finns listade i Catalogue of Life.